# Kadettskolan
För andra betydelser, se Kadett (olika betydelser).
Kadettskolan är namnet för grundexamsavdelningen av den finländska Försvarshögskolan. Före 1992 var Kadettskolan en separat utbildningsanstalt i Helsingfors som utbildade officerare för finländska försvarsmakten.
Skolan räknar sina anor från 1779, då Haapaniemi krigsskola tillkom; efter en brand 1818 fortsattes verksamheten i Fredrikshamn (Finska kadettkåren). Kadettskolan upprättades 1919 och arbetade först i Främre Tölö och Munksnäs innan den 1940 flyttades till Sandhamn. Den hette 1941–1952 Lantkrigsskolan och sammanslogs 1993 med Krigshögskolan, varvid den nuvarande Försvarshögskolan uppstod. Dennas grundexamensavdelning kallas Kadettskolan. Kadettskolan hade fram till början av 1990-talet utexaminerat inemot 8 000 officerare.
Kadettskolans studetenter avlägger en treårig kandidatexamensprogram i militärvetenskaper samt militärfackliga studier. Studierna innehåller inte något huvudämne utan är inriktade enligt vapengrenar och truppslag. Under studierna håller studenter kadetts tjänstegrad som liknas med fänriks grad i det finländska militärväsendet. Efter studierna utnämns kadetterna till yngre officers ämbete och befordras till löjtnant av republikens president. Före början av studier bör alla kadetter underteckna en tjänsteförbindelse om åtminstone treårig tjänst vid Försvarsmakten eller Gränsbevakningsväsendet efter studierna.
Kadettskolan bär på sin fana Frihetskorsets fjärde klass som utdelades till skolan år 1941 av överbefälhavaren, fältmarskalk Carl Gustaf Emil Mannerheim.